# Phòng vệ thương mại
Phòng vệ thương mại (tiếng Anh: safeguard) là việc tạm thời hạn chế nhập khẩu đối với một hoặc một số loại hàng hoá khi việc nhập khẩu chúng tăng nhanh gây ra hoặc đe doạ gây ra thiệt hại nghiêm trọng cho ngành sản xuất trong nước. Biện pháp tự vệ chỉ được áp dụng đối với hàng hoá, không áp dụng đối với dịch vụ, đầu tư hay sở hữu trí tuệ.
Mỗi nước thành viên Tổ chức Thương mại Thế giới (WTO) đều có quyền áp dụng phòng vệ thương mại, nhưng khi áp dụng thì họ phải bảo đảm tuân theo các quy định của WTO (về điều kiện, thủ tục, cách thức áp dụng biện pháp tự vệ).

## Lý do ủng hộ các biện pháp phòng vệ thương mại
Được sử dụng để "đối phó" với hành vi thương mại hoàn toàn bình thường (không có hành vi vi phạm pháp luật hay cạnh tranh không lành mạnh) nên về hình thức, việc áp dụng biện pháp tự vệ bị coi là đi ngược lại chính sách tự do hoá thương mại của WTO. Tuy vậy, đây là biện pháp được hợp pháp hoá trong khuôn khổ WTO (với các điều kiện chặt chẽ để tránh lạm dụng). Lý do là trong hoàn cảnh buộc phải mở cửa thị trường và tự do hoá thương mại theo các cam kết WTO, các biện pháp tự vệ là một hình thức "van an toàn" mà hầu hết các nước nhập khẩu là thành viên WTO đều mong muốn. Với chiếc van này, nước nhập khẩu có thể ngăn chặn tạm thời luồng nhập khẩu để giúp ngành sản xuất nội địa của mình tránh những đổ vỡ trong một số trường hợp đặc biệt khó khăn.

## Giá của áp dụng biện pháp phòng vệ
Được thừa nhận trong thương mại quốc tế nhưng lại đi ngược lại mục tiêu "tự do hoá thương mại", biện pháp tự vệ là một công cụ "phải trả tiền". Điều này có nghĩa là các nước được phép áp dụng nó bảo vệ ngành sản xuất của nước mình nhưng phải "trả giá" cho những thiệt hại mà biện pháp này gây ra cho các nhà sản xuất nước ngoài (như một hình thức cân bằng cam kết thương mại với nước khác).
Cụ thể, nước áp dụng biện pháp tự vệ phải bồi thường thương mại cho các nước có hàng hoá bị áp dụng biện pháp tự vệ theo các điều kiện nhất định. Nếu nước này không tuân thủ, WTO cho phép các nước liên quan được áp dụng biện pháp trả đũa.

## Quy định của WTO về biện pháp phòng vệ
Các nguyên tắc về việc sử dụng biện pháp tự vệ trong WTO được quy định tại:
- Điều XIX GATT 1994; và
- Hiệp định về biện pháp tự vệ (Hiệp định SG).

Các nước thành viên khi xây dựng pháp luật nội địa về biện pháp tự vệ có nghĩa vụ tuân thủ các nguyên tắc này của WTO. Các vụ kiện, việc điều tra và áp dụng biện pháp tự vệ trên thực tế được tiến hành theo pháp luật nội địa của từng nước nhập khẩu, phù hợp với quy định liên quan của WTO.

## Điều kiện để áp dụng biện pháp phòng vệ
Một nước nhập khẩu chỉ có thể áp dụng biện pháp tự vệ sau khi đã tiến hành điều tra và chứng minh được sự tồn tại đồng thời của các điều kiện sau:
- Hàng hoá liên quan được nhập khẩu tăng đột biến về số lượng;
- Ngành sản xuất sản phẩm tương tự hoặc cạnh tranh trực tiếp với hàng hoá đó bị thiệt hại hoặc đe doạ bị thiệt hại nghiêm trọng; và
- Có mối quan hệ nhân quả giữa hiện tượng nhập khẩu tăng đột biến và thiệt hại hoặc đe doạ thiệt hại nói trên.

Một điều kiện chung là tình trạng nói trên phải là hệ quả của việc thực hiện các cam kết trong WTO của các thành viên mà họ không thể thấy hoặc lường trước được khi đưa ra cam kết.
Song song với các điều kiện chung này, một số nước khi gia nhập WTO phải đưa ra những cam kết riêng liên quan đến biện pháp tự vệ. Trường hợp của Việt Nam, không có ràng buộc hay bảo lưu nào lớn về các biện pháp tự vệ này, do đó việc áp dụng biện pháp tự vệ ở Việt Nam đối với hàng hóa nước ngoài, nếu có, sẽ tuân thủ đầy đủ các quy định của Hiệp định SG.

## Thủ tục áp dụng biện pháp phòng vệ
Khác với trường hợp các vụ kiện chống bán phá giá hay chống trợ cấp, WTO không có nhiều quy định chi tiết về trình tự, thủ tục kiện áp dụng biện pháp tự vệ. Tuy nhiên, Hiệp định về Biện pháp tự vệ của WTO có đưa ra một số các nguyên tắc cơ bản mà tất cả các thành viên phải tuân thủ, ví dụ:
- Đảm bảo tính minh bạch (Quyết định khởi xướng vụ điều tra tự vệ phải được thông báo công khai; Báo cáo kết luận điều tra phải được công khai vào cuối cuộc điều tra…)
- Đảm bảo quyền tố tụng của các bên (các bên liên quan phải được đảm bảo cơ hội trình bày các chứng cứ, lập luận của mình và trả lời các chứng cứ, lập luận của đối phương);
- Đảm bảo bí mật thông tin (đối với thông tin có bản chất là mật hoặc được các bên trình với tính chất là thông tin mật không thể được công khai nếu không có sự đồng ý của bên đã trình thông tin);
- Các điều kiện về biện pháp tạm thời (phải là biện pháp tăng thuế, và nếu kết luận cuối cùng của vụ việc là phủ định thì khoản chênh lệch do tăng thuế phải được hoàn trả lại cho bên đã nộp; không được kéo dài quá 200 ngày…)

Trên thực tế, một vụ điều tra áp dụng biện pháp tự vệ thường đi theo trình tự sau đây:
1. Đơn yêu cầu áp dụng biện pháp tự vệ của ngành sản xuất nội địa nước nhập khẩu;
2. Khởi xướng điều tra;
3. Điều tra và công bố kết quả điều tra về các yếu tố tình hình nhập khẩu; tình hình thiệt hại; mối quan hệ giữa việc nhập khẩu và thiệt hại;
4. Ra Quyết định áp dụng hoặc không áp dụng biện pháp tự vệ

Chú ý rằng việc điều tra và áp dụng biện pháp tự vệ, mặc dù có nhiều yếu tố giống một trình tự tố tụng tư pháp (một vụ kiện tại tòa án) nhưng đây bản chất là một thủ tục hành chính, do một cơ quan hành chính nước nhập khẩu tiến hành, để xử lý một tranh chấp thương mại giữa các nhà xuất khẩu nước ngoài (về nguyên tắc là từ tất cả các nước đang xuất khẩu hàng hóa liên quan vào nước nhập khẩu) và ngành sản xuất nội địa liên quan của nước nhập khẩu. Việc này được thực hiện trong khuôn khổ pháp luật nội địa nước nhập khẩu và về nguyên tắc không phải là công việc giữa các Chính phủ (Chính phủ các nước xuất khẩu và Chính phủ nước nhập khẩu).
Tuy nhiên, do vấn đề này đã được ràng buộc bởi các nguyên tắc bắt buộc có liên quan trong Hiệp định SG của WTO nên các thành viên có thể thông qua WTO để xử lý những trường hợp nước nhập khẩu tiến hành điều tra mà vi phạm WTO.

## Biện pháp phòng vệ của Việt Nam đối với hàng hoá nước ngoài

### Văn bản pháp luật
- Luật Quản lý ngoại thương số 05/2017/QH14;
- Nghị định 10/2018/NĐ-CP quy định chi tiết một số điều của Luật Quản lý ngoại thương về các biện pháp phòng vệ thương mại.

### Cơ quan có thẩm quyền
- Cục Phòng vệ thương mại - Bộ Công Thương: Chịu trách nhiệm điều tra, trình kết quả điều tra và đề xuất cách thức xử lý cho Bộ trưởng Bộ Công Thương;
- Bộ trưởng Bộ Công Thương: Quyết định có hoặc không áp dụng biện pháp tự vệ.

### Thông tin và hỗ trợ về biện pháp tự vệ ở Việt Nam
- Cục Phòng vệ thương mại, Bộ Công thương: cơ quan quản lý Nhà nước phụ trách về vấn đề tự vệ đối với hàng hoá nhập khẩu từ nước ngoài vào Việt Nam.
- Trung tâm WTO và Hội nhập - Phòng Thương mại và Công nghiệp Việt Nam: đơn vị đầu mối cung cấp tất cả các thông tin về tự vệ ở Việt Nam và trên thế giới cho doanh nghiệp.